# Jadranka Savić
Jadranka Savić (Tuzla, 26 novembre 1972) è un'ex cestista bosniaca.

## Carriera
Con la Bosnia ed Erzegovina ha disputato i Campionati europei del 1999.